# Stenotarsus sicarius
Stenotarsus sicarius es una especie de coleóptero de la familia Endomychidae.

## Distribución geográfica
Esta especie es endémica de Ceylán.